# Abracadabrella
Abracadabrella e un gen al familiei de păianjeni Salticidae (păianjeni săritori) care mimează muștele.

## Nume
Numele genului e o derivare de la abracadabra.

## Specii
- Abracadabrella birdsville Zabka, 1991 — Queensland
- Abracadabrella elegans (L. Koch, 1879) — Queensland
- Abracadabrella lewiston Zabka, 1991 — Australia de Sud